# Liste der Baudenkmale in Hameln
In der noch unvollständigen Liste der Baudenkmale in Hameln sind die Baudenkmale der niedersächsischen Stadt Hameln und ihrer Ortsteile aufgelistet.

## Allgemein
In den Spalten befinden sich folgende Informationen:
- Lage: die Adresse des Baudenkmales und die geographischen Koordinaten. Kartenansicht, um Koordinaten zu setzen. In der Kartenansicht sind Baudenkmale ohne Koordinaten mit einem roten Marker dargestellt und können in der Karte gesetzt werden. Baudenkmale ohne Bild sind mit einem blauen Marker gekennzeichnet, Baudenkmale mit Bild mit einem grünen Marker.
- Bezeichnung: Bezeichnung des Baudenkmales
- Beschreibung: die Beschreibung des Baudenkmales. Unter § 3 Abs. 2 NDSchG werden Einzeldenkmale und unter § 3 Abs. 3 NDSchG Gruppen baulicher Anlagen und deren Bestandteile ausgewiesen.
- ID: die Objekt-ID des Baudenkmales
- Bild: ein Bild des Baudenkmales, ggf. zusätzlich mit einem Link zu weiteren Fotos des Baudenkmals im Medienarchiv Wikimedia Commons. Wenn man auf das Kamerasymbol klickt, können Fotos zu Baudenkmalen aus dieser Liste hochgeladen werden:

## Afferde
Baudenkmale im Ortsteil Afferde.

### Gruppe: Kirche mit Kirchhof St. Georgstraße
Die Gruppe „Kirche mit Kirchhof St. Georgstraße“ hat die ID 35204732.

| Lage                                          | Bezeichnung      | Beschreibung | ID       | Bild |
| --------------------------------------------- | ---------------- | ------------ | -------- | ---- |
| St. Georg Straße 1 52° 6′ 10″ N, 9° 24′ 35″ O | Kirche (Bauwerk) |              | 35205706 |      |
| St. Georg Straße 1 52° 6′ 10″ N, 9° 24′ 35″ O | Kirchhof         |              | 35205731 | BW   |

### Einzelbaudenkmale
| Lage                                             | Bezeichnung              | Beschreibung                                 | ID       | Bild |
| ------------------------------------------------ | ------------------------ | -------------------------------------------- | -------- | ---- |
| "Klußhof" 52° 6′ 9″ N, 9° 23′ 54″ O              | Eisenbahnbrücke          |                                              | 35219003 | BW   |
| Am Remtebach 11 52° 6′ 7″ N, 9° 24′ 31″ O        | Wohn-/Wirtschaftsgebäude |                                              | 35205597 | BW   |
| Hastenbecker Weg 88 52° 6′ 6″ N, 9° 23′ 22″ O    | Wohnhaus                 | ehemalige Direktorenvilla von Sinram & Wendt | 35221534 | BW   |
| Hildesheimer Straße 13 52° 6′ 1″ N, 9° 24′ 38″ O | Wohnhaus                 |                                              | 35205620 | BW   |
| Hildesheimer Straße 15 52° 6′ 1″ N, 9° 24′ 39″ O | Scheune                  |                                              | 35205641 | BW   |
| Im Bögen 4 52° 6′ 10″ N, 9° 24′ 34″ O            | Wohn-/Wirtschaftsgebäude |                                              | 35205664 | BW   |
| Mühlenhof 1 52° 6′ 3″ N, 9° 24′ 53″ O            | Wohn-/Wirtschaftsgebäude |                                              | 35205687 | BW   |
| St. Georg Straße 4 52° 6′ 11″ N, 9° 24′ 37″ O    | Pfarrhaus                |                                              | 35205755 | BW   |
| Vogelsang 14 52° 6′ 7″ N, 9° 24′ 43″ O           | Wohn-/Wirtschaftsgebäude |                                              | 35205778 | BW   |

## Halvestorf
Baudenkmale im Ortsteil Halvestorf.
| Lage                                                  | Bezeichnung              | Beschreibung | ID       | Bild |
| ----------------------------------------------------- | ------------------------ | ------------ | -------- | ---- |
| Feststraße 1 52° 6′ 33″ N, 9° 17′ 6″ O                | Wohnhaus                 |              | 35206451 | BW   |
| Feststraße 2 52° 6′ 33″ N, 9° 17′ 8″ O                | Wohnhaus                 |              | 35206470 | BW   |
| Freibadstraße 1 52° 6′ 34″ N, 9° 17′ 15″ O            | Wohnhaus                 |              | 35206489 | BW   |
| Hoper Straße 10 52° 6′ 35″ N, 9° 17′ 11″ O            | Wohnhaus                 |              | 35206508 | BW   |
| Kalthaus 4 52° 6′ 31″ N, 9° 17′ 13″ O                 | Wohn-/Wirtschaftsgebäude |              | 35206527 | BW   |
| Bannensiek; Trechterweg 27 52° 6′ 10″ N, 9° 17′ 14″ O | Wohnhaus                 |              | 35205840 | BW   |
| Hope; Grüne Au 14 52° 6′ 21″ N, 9° 16′ 22″ O          | Wohnhaus                 |              | 35225251 | BW   |
| Weidehohl; Riekeweg 2 52° 6′ 3″ N, 9° 16′ 56″ O       | Wohnhaus                 |              | 35205821 | BW   |

## Hameln

### Altstadt
Die Baudenkmale innerhalb des von den Straßen Thiewall, Kastanienwall, Ostertorwall, Münsterwall und dem Weserufer umschlossenen Bereichs werden in einer separaten Liste aufgeführt.

### Innenstadt (außer Altstadt)

#### Gruppe: Alte Schleuse
Die Gruppe „Alte Schleuse“ hat die ID 35205110.

| Lage                                    | Bezeichnung          | Beschreibung      | ID       | Bild |
| --------------------------------------- | -------------------- | ----------------- | -------- | ---- |
| Inselstraße 52° 6′ 12″ N, 9° 21′ 11″ O  | Wehr (Stauanlage)    | Wehr (Stauanlage) | 35214342 |      |
| Inselstraße 52° 6′ 14″ N, 9° 21′ 6″ O   | Schleuse (Wasserbau) | Alte Schleuse     | 35215670 |      |
| Inselstraße 3 52° 6′ 11″ N, 9° 21′ 6″ O | Verwaltungsgebäude   |                   | 35215695 |      |
| Inselstraße 4 52° 6′ 13″ N, 9° 21′ 4″ O | Verwaltungsgebäude   |                   | 35215719 |      |

#### Gruppe: Pavillons am Bürgerpark
Die Gruppe „Pavillons am Bürgerpark“ hat die ID 35205125.

| Lage                                      | Bezeichnung        | Beschreibung                        | ID       | Bild |
| ----------------------------------------- | ------------------ | ----------------------------------- | -------- | ---- |
| Deisterallee 3 52° 6′ 16″ N, 9° 21′ 46″ O | Pavillon (Bauwerk) | Sitz des Hörfunksenders Radio Aktiv | 35214560 |      |
| Deisterallee 7 52° 6′ 16″ N, 9° 21′ 48″ O | Pavillon (Bauwerk) |                                     | 35214587 |      |

#### Gruppe: Wohn-/Geschäftshäuser, Deisterstraße 15/17
Die Gruppe „Wohn-/Geschäftshäuser, Deisterstraße 15/17“ hat die ID 35204928.

| Lage                                        | Bezeichnung         | Beschreibung | ID       | Bild |
| ------------------------------------------- | ------------------- | ------------ | -------- | ---- |
| Deisterstraße 15 52° 6′ 16″ N, 9° 21′ 58″ O | Wohn-/Geschäftshaus |              | 35208219 |      |
| Deisterstraße 17 52° 6′ 15″ N, 9° 21′ 59″ O | Wohn-/Geschäftshaus |              | 35208243 |      |

#### Gruppe: Militärfriedhof Deisterstraße
Die Gruppe „Militärfriedhof Deisterstraße“ hat die ID 35204943.

| Lage                                     | Bezeichnung | Beschreibung    | ID       | Bild |
| ---------------------------------------- | ----------- | --------------- | -------- | ---- |
| Deisterstraße 52° 6′ 17″ N, 9° 21′ 59″ O | Friedhof    | Militärfriedhof | 35208193 |      |

Zur Gruppe „Militärfriedhof Deisterstraße“ gehören zudem etwa 140 einzeln als Denkmal registrierte Grabdenkmale.

#### Gruppe: Friedhof Deisterstraße 33
Die Gruppe „Friedhof Deisterstraße 33“ hat die ID 35204973.

| Lage                                       | Bezeichnung       | Beschreibung | ID       | Bild |
| ------------------------------------------ | ----------------- | ------------ | -------- | ---- |
| Deisterstraße 33 52° 6′ 16″ N, 9° 22′ 4″ O | Kapelle (Bauwerk) |              | 35210771 |      |
| Deisterstraße 33 52° 6′ 19″ N, 9° 22′ 6″ O | Friedhof          |              | 35210746 |      |

Zur Gruppe „Friedhof Deisterstraße 33“ gehören zudem etwa 100 einzeln als Denkmal registrierte Grabdenkmale.

#### Gruppe: Wohnhaus und Scheune Erichstraße 16
Die Gruppe „Wohnhaus und Scheune Erichstraße 16“ hat die ID 35205049.

| Lage                                      | Bezeichnung | Beschreibung | ID       | Bild |
| ----------------------------------------- | ----------- | ------------ | -------- | ---- |
| Erichstraße 16 52° 6′ 26″ N, 9° 21′ 23″ O | Wohnhaus    |              | 35210795 |      |
| Erichstraße 16 52° 6′ 27″ N, 9° 21′ 25″ O | Scheune     |              | 35210819 |      |

#### Gruppe: Wohnhäuser Invalidenstraße
Die Gruppe „Wohnhäuser Invalidenstraße“ hat die ID 35205034.

| Lage                                         | Bezeichnung | Beschreibung | ID       | Bild |
| -------------------------------------------- | ----------- | ------------ | -------- | ---- |
| Invalidenstraße 9 52° 6′ 30″ N, 9° 21′ 9″ O  | Wohnhaus    |              | 35211063 |      |
| Invalidenstraße 11 52° 6′ 31″ N, 9° 21′ 9″ O | Wohnhaus    |              | 35211087 |      |
| Invalidenstraße 13 52° 6′ 31″ N, 9° 21′ 9″ O | Wohnhaus    |              | 35211111 |      |
| Invalidenstraße 15 52° 6′ 32″ N, 9° 21′ 8″ O | Wohnhaus    |              | 35211135 |      |

#### Gruppe: Israel. Friedhof
Die Gruppe „Israel. Friedhof“ hat die ID 35204958.

| Lage                                         | Bezeichnung        | Beschreibung | ID       | Bild           |
| -------------------------------------------- | ------------------ | ------------ | -------- | -------------- |
| Scharnhorststraße 52° 6′ 22″ N, 9° 21′ 59″ O | Jüdischer Friedhof |              | 35211436 | Weitere Bilder |

#### Gruppe: Gefängnis Munsterwall 2
Die Gruppe „Gefängnis Munsterwall 2“ hat die ID 35205095.

| Lage                                    | Bezeichnung      | Beschreibung                                     | ID       | Bild           |
| --------------------------------------- | ---------------- | ------------------------------------------------ | -------- | -------------- |
| Münsterwall 2 52° 6′ 3″ N, 9° 21′ 14″ O | Gefängnisgebäude | Ehemalige Strafanstalt, heute Hotel Stadt Hameln | 35211344 |                |
| Münsterwall 2 52° 6′ 3″ N, 9° 21′ 16″ O | Gefängnisgebäude | Gefängnisgebäude II                              | 35211367 |                |
| Münsterwall 2 52° 6′ 2″ N, 9° 21′ 15″ O | Gefängnisgebäude | Gefängnisgebäude I                               | 35211390 | Weitere Bilder |
| Münsterwall 2 52° 6′ 2″ N, 9° 21′ 13″ O | Gefängnisgebäude | Gefängnisgebäude IV                              | 35211413 |                |

#### Gruppe: Kaserne Scharnhorststraße
Die Kasernenanlage „Kaserne Scharnhorststraße“ hat die ID 35205064.

| Lage                                                | Bezeichnung        | Beschreibung       | ID       | Bild |
| --------------------------------------------------- | ------------------ | ------------------ | -------- | ---- |
| Elsa-Buchwitz-Straße 1 52° 6′ 22″ N, 9° 21′ 51″ O   | Unterkunftsgebäude | Scharnhorstkaserne | 35214105 |      |
| Elsa-Buchwitz-Straße 9 52° 6′ 24″ N, 9° 21′ 51″ O   | Unterkunftsgebäude | Scharnhorstkaserne | 35214197 |      |
| Elsa-Buchwitz-Straße 15 52° 6′ 26″ N, 9° 21′ 51″ O  | Unterkunftsgebäude | Scharnhorstkaserne | 35214243 | BW   |
| Elsa-Buchwitz-Straße 2 52° 6′ 23″ N, 9° 21′ 53″ O   | Unterkunftsgebäude | Scharnhorstkaserne | 35214128 |      |
| Rosa-Helfers-Straße 6 52° 6′ 23″ N, 9° 21′ 55″ O    | Unterkunftsgebäude | Scharnhorstkaserne | 35214151 | BW   |
| Rosa-Helfers-Straße 8-12 52° 6′ 23″ N, 9° 21′ 58″ O | Unterkunftsgebäude | Scharnhorstkaserne | 35214174 | BW   |
| Rosa-Helfers-Straße 14 52° 6′ 25″ N, 9° 21′ 58″ O   | Unterkunftsgebäude | Scharnhorstkaserne | 35214220 | BW   |
| Scharnhorststraße 1-7 52° 6′ 22″ N, 9° 21′ 55″ O    | Mauer              | Scharnhorstkaserne | 35214266 | BW   |
| Zum Casino 3 52° 6′ 24″ N, 9° 21′ 48″ O             | Freifläche         | Scharnhorstkaserne | 35214289 | BW   |
| Zum Casino 3 52° 6′ 26″ N, 9° 21′ 49″ O             | Offizierskasino    | Scharnhorstkaserne | 35211460 | BW   |

#### Gruppe: Wohnhäuser Wettorstraße 2–20 u. a.
Die Gruppe „Wohnhäuser Wettorstraße 2–20 u. a.“ hat die ID 35205064.

| Lage                                           | Bezeichnung | Beschreibung | ID       | Bild |
| ---------------------------------------------- | ----------- | ------------ | -------- | ---- |
| 164er Ring 23 52° 6′ 31″ N, 9° 21′ 33″ O       | Wohnhaus    |              | 35210722 |      |
| Kastanienwall 9 52° 6′ 25″ N, 9° 21′ 31″ O     | Wohnhaus    |              | 35211254 |      |
| Kastanienwall 11 52° 6′ 25″ N, 9° 21′ 32″ O    | Wohnhaus    |              | 35211278 |      |
| Waterloostraße 1 A 52° 6′ 25″ N, 9° 21′ 32″ O  | Wohnhaus    |              | 35211509 | BW   |
| Waterloostraße 1 52° 6′ 26″ N, 9° 21′ 32″ O    | Wohnhaus    |              | 35211485 |      |
| Waterloostraße 3 52° 6′ 26″ N, 9° 21′ 33″ O    | Wohnhaus    |              | 35211533 |      |
| Waterloostraße 5 52° 6′ 27″ N, 9° 21′ 33″ O    | Wohnhaus    |              | 35211557 |      |
| Waterloostraße 7 52° 6′ 27″ N, 9° 21′ 33″ O    | Wohnhaus    |              | 35211581 |      |
| Gröninger Straße 22 52° 6′ 28″ N, 9° 21′ 31″ O | Wohnhaus    |              | 35210871 |      |
| Gröninger Straße 24 52° 6′ 28″ N, 9° 21′ 32″ O | Wohnhaus    |              | 35210895 |      |
| Gröninger Straße 26 52° 6′ 28″ N, 9° 21′ 32″ O | Wohnhaus    |              | 35210919 |      |
| Gröninger Straße 28 52° 6′ 28″ N, 9° 21′ 33″ O | Wohnhaus    |              | 35210943 |      |
| Gröninger Straße 30 52° 6′ 27″ N, 9° 21′ 34″ O | Wohnhaus    |              | 35210967 |      |
| Wettorstraße 4 52° 6′ 28″ N, 9° 21′ 29″ O      | Wohnhaus    |              | 35211605 |      |
| Wettorstraße 5 52° 6′ 29″ N, 9° 21′ 29″ O      | Wohnhaus    |              | 35211629 |      |
| Wettorstraße 12 52° 6′ 31″ N, 9° 21′ 32″ O     | Wohnhaus    |              | 35211653 |      |
| Wettorstraße 12 A 52° 6′ 31″ N, 9° 21′ 32″ O   | Wohnhaus    |              | 35211677 |      |
| Wettorstraße 13 52° 6′ 30″ N, 9° 21′ 32″ O     | Wohnhaus    |              | 35211701 |      |
| Wettorstraße 14 52° 6′ 30″ N, 9° 21′ 31″ O     | Wohnhaus    |              | 35211725 |      |
| Wettorstraße 15 52° 6′ 29″ N, 9° 21′ 31″ O     | Wohnhaus    |              | 35211749 |      |
| Wettorstraße 16 52° 6′ 28″ N, 9° 21′ 31″ O     | Wohnhaus    |              | 35211773 |      |
| Wettorstraße 16 A 52° 6′ 28″ N, 9° 21′ 30″ O   | Wohnhaus    |              | 35211797 |      |
| Wettorstraße 17 52° 6′ 28″ N, 9° 21′ 30″ O     | Wohnhaus    |              | 35211821 |      |
| Wettorstraße 18 52° 6′ 27″ N, 9° 21′ 30″ O     | Wohnhaus    |              | 35211845 |      |
| Wettorstraße 19 52° 6′ 26″ N, 9° 21′ 30″ O     | Wohnhaus    |              | 35211869 |      |
| Wettorstraße 20 52° 6′ 26″ N, 9° 21′ 29″ O     | Wohnhaus    |              | 35211893 |      |
| Wettorstraße 21 52° 6′ 26″ N, 9° 21′ 29″ O     | Wohnhaus    |              | 35211917 |      |

#### Einzelbaudenkmale
| Lage                                           | Bezeichnung         | Beschreibung       | ID       | Bild |
| ---------------------------------------------- | ------------------- | ------------------ | -------- | ---- |
| Deisterstraße 29 52° 6′ 15″ N, 9° 22′ 3″ O     | Wohn-/Geschäftshaus |                    | 35221092 |      |
| Deisterstraße 47 52° 6′ 15″ N, 9° 22′ 11″ O    | Kino (Bauwerk)      | Scala              | 35221138 |      |
| Domeierstraße 32 52° 6′ 33″ N, 9° 21′ 12″ O    | Wohnhaus            |                    | 35221157 |      |
| Domeierstraße 38 52° 6′ 35″ N, 9° 21′ 12″ O    | Gartenhaus          |                    | 35221178 |      |
| Erichstraße 13/13A 52° 6′ 29″ N, 9° 21′ 22″ O  | Wohnhaus            | Brekelbaumstiftung | 35221222 |      |
| Gröninger Straße 15 52° 6′ 32″ N, 9° 21′ 24″ O | Schillergymnasium   |                    | 35221326 |      |
| Kastanienwall 43 52° 6′ 18″ N, 9° 21′ 42″ O    | Bank (Geldinstitut) |                    | 35221663 | BW   |
| Saint-Maur-Platz 52° 6′ 23″ N, 9° 21′ 9″ O     | Denkmal             | Kolonialdenkmal    | 35223692 |      |
| Sedanstraße 11 52° 6′ 27″ N, 9° 21′ 39″ O      | Schule              |                    | 35223036 |      |

### Südstadt

#### Gruppe: Wohn-/Geschäftshäuser Deisterallee
Die Gruppe „Wohn-/Geschäftshäuser Deisterallee“ hat die ID 35204913.

| Lage                                       | Bezeichnung         | Beschreibung | ID       | Bild |
| ------------------------------------------ | ------------------- | ------------ | -------- | ---- |
| Deisterallee 2 52° 6′ 14″ N, 9° 21′ 43″ O  | Wohn-/Geschäftshaus |              | 35207979 |      |
| Deisterallee 4 52° 6′ 14″ N, 9° 21′ 44″ O  | Wohn-/Geschäftshaus |              | 35208003 |      |
| Deisterallee 6 52° 6′ 14″ N, 9° 21′ 46″ O  | Wohn-/Geschäftshaus |              | 35208027 |      |
| Deisterallee 8 52° 6′ 14″ N, 9° 21′ 47″ O  | Wohn-/Geschäftshaus |              | 35208051 |      |
| Deisterallee 10 52° 6′ 14″ N, 9° 21′ 47″ O | Wohn-/Geschäftshaus |              | 35208075 |      |
| Deisterallee 12 52° 6′ 14″ N, 9° 21′ 48″ O | Wohn-/Geschäftshaus |              | 35208099 |      |
| Deisterallee 16 52° 6′ 14″ N, 9° 21′ 51″ O | Hotel               |              | 35208169 |      |
| Ostertorwall 1 52° 6′ 14″ N, 9° 21′ 42″ O  | Wohn-/Geschäftshaus |              | 35208459 |      |
| Ostertorwall 2 52° 6′ 13″ N, 9° 21′ 42″ O  | Wohn-/Geschäftshaus |              | 35208483 |      |
| Ostertorwall 3 52° 6′ 13″ N, 9° 21′ 42″ O  | Wohn-/Geschäftshaus |              | 35208507 |      |

#### Gruppe: Kirche u. Pfarre Hugenottenstraße 3a
Die Gruppe „Kirche u. Pfarre Hugenottenstraße 3a“ hat die ID 35205004.

| Lage                                           | Bezeichnung      | Beschreibung     | ID       | Bild |
| ---------------------------------------------- | ---------------- | ---------------- | -------- | ---- |
| Hugenottenstraße 3 a 52° 6′ 3″ N, 9° 21′ 43″ O | Kirche (Bauwerk) | Hugenottenkirche | 35210991 |      |
| Hugenottenstraße 3 a 52° 6′ 3″ N, 9° 21′ 44″ O | Pfarrhaus        | Hugenottenkirche | 35211015 |      |

#### Gruppe: Wohnhäuser Kaiserstraße 36–40
Die Gruppe „Wohnhäuser Kaiserstraße 36–40“ hat die ID 35204989.

| Lage                                      | Bezeichnung         | Beschreibung | ID       | Bild |
| ----------------------------------------- | ------------------- | ------------ | -------- | ---- |
| Kaiserstraße 36 52° 6′ 0″ N, 9° 21′ 59″ O | Wohn-/Geschäftshaus |              | 35211159 |      |
| Kaiserstraße 38 52° 6′ 0″ N, 9° 21′ 59″ O | Wohnhaus            |              | 35211183 |      |
| Kaiserstraße 40 52° 6′ 0″ N, 9° 22′ 0″ O  | Wohnhaus            |              | 35211207 |      |

#### Gruppe: Ehemalige Ziegelei Tönebönweg
Die Gruppe „Ehemalige Ziegelei Tönebönweg“ hat die ID 35204747.

| Lage                                          | Bezeichnung        | Beschreibung | ID       | Bild |
| --------------------------------------------- | ------------------ | ------------ | -------- | ---- |
| Ohsener Straße 101 52° 5′ 15″ N, 9° 22′ 57″ O | Wohnhaus           |              | 35207147 | BW   |
| Ohsener Straße 101 52° 5′ 15″ N, 9° 22′ 59″ O | Wirtschaftsgebäude |              | 35207123 | BW   |

#### Gruppe: Güterbahnhof Betriebsgebäude
Die Gruppe „Güterbahnhof Betriebsgebäude“ hat die ID 35204792.

| Lage                                     | Bezeichnung         | Beschreibung                   | ID       | Bild           |
| ---------------------------------------- | ------------------- | ------------------------------ | -------- | -------------- |
| Tunnelstraße 3 52° 6′ 8″ N, 9° 22′ 49″ O | Drehscheibe         | Bahnbetriebswerk Hameln, ehem. | 35207648 | BW             |
| Tunnelstraße 3 52° 6′ 7″ N, 9° 22′ 49″ O | Betriebsführerstand | Bahnbetriebswerk Hameln, ehem. | 35207737 | BW             |
| Tunnelstraße 3 52° 6′ 7″ N, 9° 22′ 50″ O | Lokschuppen         | Bahnbetriebswerk Hameln, ehem. | 35206806 | Weitere Bilder |
| Tunnelstraße 3 52° 6′ 7″ N, 9° 22′ 45″ O | Dienstgebäude       | Bahnbetriebswerk Hameln, ehem. | 35207670 |                |
| Tunnelstraße 3 52° 6′ 7″ N, 9° 22′ 46″ O | Magazin (Lager)     | Bahnbetriebswerk Hameln, ehem. | 35207692 | BW             |
| Tunnelstraße 3 52° 6′ 7″ N, 9° 22′ 46″ O | Verwaltungsgebäude  | Bahnbetriebswerk Hameln, ehem. | 35207219 | BW             |
| Tunnelstraße 3 52° 6′ 6″ N, 9° 22′ 47″ O | Werkstatt           | Bahnbetriebswerk Hameln, ehem. | 35206830 | BW             |
| Tunnelstraße 3 52° 6′ 7″ N, 9° 22′ 53″ O | Mauer               | Futtermauer, Hastenbecker Weg  | 35207714 | BW             |

#### Einzelbaudenkmale
| Lage                                               | Bezeichnung                    | Beschreibung                                      | ID       | Bild           |
| -------------------------------------------------- | ------------------------------ | ------------------------------------------------- | -------- | -------------- |
| Am Hastebach 2 52° 5′ 36″ N, 9° 22′ 25″ O          | Turm (Bauwerk)                 |                                                   | 35220124 | BW             |
| Bahnhofsplatz 1 52° 6′ 5″ N, 9° 22′ 22″ O          | Verwaltungsgebäude             | E-Werk Wesertal                                   | 35220917 |                |
| Bahnhofsplatz 2 52° 6′ 4″ N, 9° 22′ 23″ O          | Hotel                          |                                                   | 35220938 |                |
| Bahnhofsplatz 19, 21, 23 52° 6′ 6″ N, 9° 22′ 31″ O | Empfangsgebäude Bahnhof Hameln |                                                   | 35220894 | Weitere Bilder |
| Bahnhofsplatz 21 52° 6′ 7″ N, 9° 22′ 31″ O         | Bahnsteigdach                  | Bahnhof Hameln                                    | 35223740 |                |
| Bahnhofstraße 8 52° 6′ 12″ N, 9° 22′ 12″ O         | Wohnhaus                       |                                                   | 35220961 |                |
| Bahnhofstraße 14 52° 6′ 10″ N, 9° 22′ 14″ O        | Wohnhaus                       |                                                   | 35220980 |                |
| Bennigsenstraße 1 52° 6′ 5″ N, 9° 21′ 53″ O        | Verwaltungsgebäude             |                                                   | 35223191 | BW             |
| Bennigsenstraße 5 52° 6′ 7″ N, 9° 21′ 54″ O        | Verwaltungsgebäude             |                                                   | 35220999 | BW             |
| Deisterstraße 20 52° 6′ 14″ N, 9° 21′ 57″ O        | Wohn-/Geschäftshaus            | Kino                                              | 35221068 |                |
| Deisterstraße 30 52° 6′ 13″ N, 9° 22′ 3″ O         | Wohnhaus                       |                                                   | 35221115 |                |
| Friedrichstraße 2 52° 6′ 3″ N, 9° 21′ 50″ O        | Wohnhaus                       |                                                   | 35221284 | BW             |
| Fröbelweg 5 52° 6′ 0″ N, 9° 21′ 31″ O              | Wohn-/Geschäftshaus            |                                                   | 35221307 | BW             |
| Grütterstraße 8 52° 6′ 3″ N, 9° 21′ 47″ O          | Wohnhaus                       |                                                   | 35221438 | BW             |
| Grütterstraße 10 52° 6′ 2″ N, 9° 21′ 46″ O         | Schule                         | Viktoria-Luise-Gymnasium                          | 35221461 |                |
| Hastenbecker Weg 1 52° 6′ 3″ N, 9° 22′ 26″ O       | Postamt (Bauwerk)              |                                                   | 35221485 |                |
| Hastenbecker Weg 8 52° 5′ 56″ N, 9° 22′ 34″ O      | Fabrikgebäude                  | Hefehof Hameln als ehemalige Hefe- und Spritwerke | 35221508 | Weitere Bilder |
| Hermannstraße 9 52° 6′ 8″ N, 9° 21′ 53″ O          | Schule                         | Hermannschule                                     | 35221553 |                |
| Hugenottenstraße 13 52° 6′ 4″ N, 9° 21′ 42″ O      | Villa                          |                                                   | 35221576 |                |
| Mühlenstraße 4 52° 6′ 0″ N, 9° 21′ 27″ O           | Wohnhaus                       |                                                   | 35221773 | BW             |
| Mühlenstraße 8 52° 5′ 57″ N, 9° 21′ 28″ O          | Villa                          |                                                   | 35221796 | BW             |
| Ostertorwall 6 52° 6′ 12″ N, 9° 21′ 41″ O          | Wohnhaus                       |                                                   | 35222595 |                |
| Ostertorwall 9 52° 6′ 9″ N, 9° 21′ 40″ O           | Wohnhaus                       |                                                   | 35222618 |                |
| Ostertorwall 10 52° 6′ 9″ N, 9° 21′ 40″ O          | Vereinshaus                    |                                                   | 35222637 |                |
| Ostertorwall 11 52° 6′ 7″ N, 9° 21′ 39″ O          | Villa                          |                                                   | 35222660 |                |
| Ostertorwall 12 52° 6′ 6″ N, 9° 21′ 37″ O          | Villa                          |                                                   | 35222683 |                |
| Ostertorwall 13 52° 6′ 5″ N, 9° 21′ 36″ O          | Wohnhaus                       |                                                   | 35222706 |                |
| Ostertorwall 17 52° 6′ 2″ N, 9° 21′ 31″ O          | Wohnhaus                       |                                                   | 35222725 |                |
| Walkemühle 1 52° 5′ 57″ N, 9° 21′ 48″ O            | Mühle (Baukomplex)             | ehem. Mühle                                       | 35223083 | BW             |
| Wilhelmsplatz 7 52° 6′ 4″ N, 9° 21′ 49″ O          | Wohnhaus                       |                                                   | 35223107 | BW             |
| Wilhelmsplatz 8 52° 6′ 5″ N, 9° 21′ 49″ O          | Wohnhaus                       |                                                   | 35223130 | BW             |

### Basberg

#### Gruppe: Fabrikanlage, Marienthaler Straße 10
Die Gruppe „Fabrikanlage, Marienthaler Straße 10“ hat die ID 38364292.

| Lage                                              | Bezeichnung   | Beschreibung                           | ID       | Bild |
| ------------------------------------------------- | ------------- | -------------------------------------- | -------- | ---- |
| Marienthaler Straße 10 52° 6′ 14″ N, 9° 23′ 30″ O | Fabrikgebäude | Ehemalige Wollwarenfabriken Marienthal | 38364307 |      |

#### Gruppe: Villa mit Nebengebäude, Kuckuck
Die Gruppe „Villa mit Nebengebäude, Kuckuck“ hat die ID 35204762.

| Lage                                        | Bezeichnung  | Beschreibung | ID       | Bild |
| ------------------------------------------- | ------------ | ------------ | -------- | ---- |
| Rohrser Warte 25 52° 6′ 27″ N, 9° 23′ 57″ O | Villa        |              | 35207195 | BW   |
| Rohrser Warte 25 52° 6′ 27″ N, 9° 23′ 58″ O | Nebengebäude |              | 35207171 | BW   |

#### Einzelbaudenkmale
| Lage                                      | Bezeichnung   | Beschreibung          | ID       | Bild |
| ----------------------------------------- | ------------- | --------------------- | -------- | ---- |
| Am Schöt 52° 7′ 30″ N, 9° 22′ 32″ O       | Kreuzstein    | Brüdersteine          | 35219070 | BW   |
| Am Schöt 52° 7′ 31″ N, 9° 22′ 32″ O       | Kreuzstein    | Brüdersteine          | 35219090 | BW   |
| Bismarckturm 1 52° 7′ 15″ N, 9° 22′ 31″ O | Aussichtsturm | Bismarckturm Hameln   | 35219090 |      |
| Heisenküche 52° 7′ 36″ N, 9° 23′ 50″ O    | Forsthaus     | Forsthaus Heisenküche | 35224840 |      |

### Nordstadt

#### Gruppe: Hofanlage Fischerhof
Die Gruppe „Hofanlage Fischerhof“ hat die ID 35204777.

| Lage                                    | Bezeichnung | Beschreibung | ID       | Bild |
| --------------------------------------- | ----------- | ------------ | -------- | ---- |
| Hühnerborn 2 52° 7′ 10″ N, 9° 21′ 34″ O | Wohnhaus    |              | 35206854 | BW   |
| Hühnerborn 2 52° 7′ 12″ N, 9° 21′ 35″ O | Stall       |              | 35206881 | BW   |
| Hühnerborn 2 52° 7′ 13″ N, 9° 21′ 34″ O | Scheune     |              | 35206906 | BW   |
| Hühnerborn 2 52° 7′ 12″ N, 9° 21′ 33″ O | Remise      |              | 35207623 | BW   |

#### Gruppe: Gedenkstätte für Zuchthausgefangene
Die Gruppe „Gedenkstätte für Gefangene“ hat die ID 35204610.

| Lage                                         | Bezeichnung  | Beschreibung | ID       | Bild |
| -------------------------------------------- | ------------ | ------------ | -------- | ---- |
| Zum Friedhof Wehl 52° 7′ 50″ N, 9° 20′ 19″ O | Gedenkstätte |              | 35206622 |      |

#### Gruppe: Kriegsgräbergedenkstätte
Die Gruppe „Kriegsgräbergedenkstätte“ hat die ID 35204610.

| Lage                                         | Bezeichnung  | Beschreibung | ID       | Bild |
| -------------------------------------------- | ------------ | ------------ | -------- | ---- |
| Zum Friedhof Wehl 52° 7′ 52″ N, 9° 20′ 29″ O | Gedenkstätte |              | 35206642 | BW   |

#### Einzelbaudenkmale
| Lage                                            | Bezeichnung       | Beschreibung                          | ID       | Bild |
| ----------------------------------------------- | ----------------- | ------------------------------------- | -------- | ---- |
| Zum Friedhof Wehl 52° 7′ 44″ N, 9° 20′ 33″ O    | Kapelle (Bauwerk) | Friedhofskapelle des Friedhof Am Wehl | 35219110 |      |
| Fischbecker Straße 38 52° 6′ 37″ N, 9° 21′ 3″ O | Wohnhaus          |                                       | 35221246 |      |
| Fischbecker Straße 40 52° 6′ 38″ N, 9° 21′ 2″ O | Wohnhaus          |                                       | 35221265 |      |
| Wehrberger Warte 52° 7′ 12″ N, 9° 19′ 19″ O     | Tankstelle        |                                       | 35227163 | BW   |

### Klütviertel

#### Gruppe: Bahnanlagen am Klütberg
Die Gruppe „Bahnanlagen am Klütberg“ hat die ID 35204838.

| Lage                                    | Bezeichnung     | Beschreibung                                    | ID       | Bild           |
| --------------------------------------- | --------------- | ----------------------------------------------- | -------- | -------------- |
| 52° 5′ 33″ N, 9° 21′ 3″ O               | Eisenbahntunnel | Klüttunnel                                      | 35207812 | Weitere Bilder |
| Ruthenstraße 52° 5′ 48″ N, 9° 21′ 16″ O | Eisenbahnbrücke | Weserbrücke Hameln EU km 48,277 DB-Strecke 2983 | 35207786 | Weitere Bilder |

#### Gruppe: Wohnhäuser Breiter Weg 65, 67
Die Gruppe „Wohnhäuser Breiter Weg 65, 67“ hat die ID 35204898.

| Lage                                        | Bezeichnung  | Beschreibung                              | ID       | Bild |
| ------------------------------------------- | ------------ | ----------------------------------------- | -------- | ---- |
| Breiter Weg 65 52° 6′ 22″ N, 9° 20′ 36″ O   | Wohnhaus     |                                           | 35207835 |      |
| Breiter Weg 67 52° 6′ 22″ N, 9° 20′ 40″ O   | Wohnhaus     |                                           | 35207859 |      |
| Breiter Weg 67 A 52° 6′ 22″ N, 9° 20′ 40″ O | Nebengebäude | abgerissen und durch einen Neubau ersetzt | 35207883 | BW   |

#### Gruppe: Wohnhäuser Brückenkopf 7, 8, 9
Die Gruppe „Wohnhäuser Brückenkopf 7, 8, 9“ hat die ID 35204807.

| Lage                                    | Bezeichnung | Beschreibung | ID       | Bild |
| --------------------------------------- | ----------- | ------------ | -------- | ---- |
| Brückenkopf 7 52° 6′ 6″ N, 9° 20′ 57″ O | Wohnhaus    |              | 35207907 | BW   |
| Brückenkopf 8 52° 6′ 6″ N, 9° 20′ 58″ O | Wohnhaus    |              | 35207931 |      |
| Brückenkopf 9 52° 6′ 6″ N, 9° 20′ 59″ O | Villa       |              | 35207955 |      |

#### Gruppe: Wohnhäuser Klütstraße 5, 7
Die Gruppe „Wohnhäuser Klütstraße 5, 7“ hat die ID 35204868.

| Lage                                   | Bezeichnung | Beschreibung | ID       | Bild |
| -------------------------------------- | ----------- | ------------ | -------- | ---- |
| Klütstraße 5 52° 6′ 2″ N, 9° 20′ 52″ O | Wohnhaus    |              | 35208267 |      |
| Klütstraße 7 52° 6′ 2″ N, 9° 20′ 52″ O | Wohnhaus    |              | 35208291 |      |

#### Gruppe: Wohnhäuser Klütstraße 15–27
Die Gruppe „Wohnhäuser Klütstraße 15–27“ hat die ID 35204883.

| Lage                                    | Bezeichnung | Beschreibung | ID       | Bild |
| --------------------------------------- | ----------- | ------------ | -------- | ---- |
| Klütstraße 15 52° 6′ 2″ N, 9° 20′ 43″ O | Villa       |              | 35208315 |      |
| Klütstraße 19 52° 6′ 2″ N, 9° 20′ 41″ O | Villa       |              | 35208339 |      |
| Klütstraße 21 52° 6′ 2″ N, 9° 20′ 40″ O | Wohnhaus    |              | 35208363 |      |
| Klütstraße 23 52° 6′ 3″ N, 9° 20′ 39″ O | Wohnhaus    |              | 35208387 |      |
| Klütstraße 25 52° 6′ 3″ N, 9° 20′ 38″ O | Wohnhaus    |              | 35208411 |      |
| Klütstraße 27 52° 6′ 3″ N, 9° 20′ 37″ O | Villa       |              | 35208435 |      |

#### Gruppe: Villen Klütstraße 44, 46
Die Gruppe „Villen Klütstraße 44, 46“ hat die ID 35205019.

| Lage                                    | Bezeichnung | Beschreibung | ID       | Bild |
| --------------------------------------- | ----------- | ------------ | -------- | ---- |
| Klütstraße 44 52° 6′ 8″ N, 9° 20′ 24″ O | Villa       |              | 35211302 |      |
| Klütstraße 46 52° 6′ 8″ N, 9° 20′ 23″ O | Villa       |              | 35211323 |      |

#### Gruppe: Villa mit Park Pyrmonter Straße 42
Die Gruppe „Villa mit Park Pyrmonter Straße 42“ hat die ID 35204853.

| Lage                                          | Bezeichnung | Beschreibung | ID       | Bild |
| --------------------------------------------- | ----------- | ------------ | -------- | ---- |
| Pyrmonter Straße 42 52° 5′ 51″ N, 9° 21′ 5″ O | Villa       |              | 35208531 |      |
| Pyrmonter Straße 42 52° 5′ 48″ N, 9° 21′ 4″ O | Park        |              | 35208557 |      |

#### Gruppe: Schleusenanlage, Neue Schleuse
Die Gruppe „Schleusenanlage, Neue Schleuse“ hat die ID 35204823.

| Lage                                   | Bezeichnung          | Beschreibung       | ID       | Bild |
| -------------------------------------- | -------------------- | ------------------ | -------- | ---- |
| Rosenbusch 4 52° 5′ 57″ N, 9° 21′ 5″ O | Wohnhaus             | Schleusenmeisterei | 35208605 |      |
| Rosenbusch 4 52° 5′ 58″ N, 9° 21′ 6″ O | Schleuse (Wasserbau) |                    | 35208630 |      |
| Rosenbusch 4 52° 6′ 3″ N, 9° 21′ 7″ O  | Wehr (Stauanlage)    |                    | 35207761 |      |

#### Einzelbaudenkmale
| Lage                                          | Bezeichnung        | Beschreibung                                              | ID       | Bild           |
| --------------------------------------------- | ------------------ | --------------------------------------------------------- | -------- | -------------- |
| 52° 5′ 42″ N, 9° 20′ 18″ O                    | Aussichtsturm      | Klütturm                                                  | 35226087 | Weitere Bilder |
| 52° 5′ 42″ N, 9° 20′ 19″ O                    | Festung            | Fort George als Teil der Befestigungsanlagen auf dem Klüt | 35226064 |                |
| Finkenborn 1 52° 5′ 50″ N, 9° 19′ 23″ O       | Gasthaus           | Forsthaus Finkenborn                                      | 35205859 | BW             |
| 52° 6′ 7″ N, 9° 19′ 51″ O                     | Pavillon (Bauwerk) | im Janssen-Park                                           | 35219048 | BW             |
| Breiter Weg 5 52° 6′ 5″ N, 9° 20′ 53″ O       | Wohnhaus           |                                                           | 35221022 |                |
| Breiter Weg 6 52° 6′ 8″ N, 9° 20′ 53″ O       | Doppelwohnhaus     |                                                           | 35221045 |                |
| Klütstraße 11 52° 6′ 1″ N, 9° 20′ 47″ O       | Villa              |                                                           | 35221704 |                |
| Klütstraße 18/20 52° 6′ 3″ N, 9° 20′ 44″ O    | Doppelwohnhaus     |                                                           | 35221727 |                |
| Klütstraße 28 52° 6′ 4″ N, 9° 20′ 41″ O       | Villa              |                                                           | 35221750 | Weitere Bilder |
| Pyrmonter Straße 28 52° 5′ 56″ N, 9° 21′ 1″ O | Villa              |                                                           | 35222967 |                |
| Roseplatz 1 52° 6′ 6″ N, 9° 20′ 36″ O         | Villa              |                                                           | 35223013 |                |

### Wangelist
| Lage                                         | Bezeichnung       | Beschreibung | ID       | Bild |
| -------------------------------------------- | ----------------- | --- | -------- | ---- |
| B 1 52° 5′ 14″ N, 9° 20′ 49″ O               | Kapelle (Bauwerk) | Die St.-Annen-Kapelle ist ein Fachwerkbauwerk mit Satteldach, auf dem ein Dachreiter sitzt. Sie wurde 1496 von Johannes Kreyenberg gestiftet, sie diente den Insassen des Leprosoriums. Im Innern befindet sich ein Marienaltar aus der Schule des Konrad von Soest um 1450. | 35220147 |      |
| Ohrsche Landstraße 52° 5′ 15″ N, 9° 21′ 4″ O | Brücke (Bauwerk)  | | 35222549 | BW   |

## Hastenbeck
Baudenkmale im Ortsteil Hastenbeck.

### Gruppe: Kirche u. Pfarre, Von Reden-Weg
Die Gruppe „Kirche u. Pfarre, Von Reden-Weg“ hat die ID 35204687.

| Lage                                    | Bezeichnung      | Beschreibung | ID       | Bild           |
| --------------------------------------- | ---------------- | ------------ | -------- | -------------- |
| Kirchwinkel 52° 4′ 36″ N, 9° 25′ 2″ O   | Kirche (Bauwerk) |              | 35224227 | Weitere Bilder |
| Kirchwinkel 2 52° 4′ 36″ N, 9° 25′ 4″ O | Pfarrhaus        |              | 35224253 | BW             |

### Gruppe: Hofanlage Gut v. Reden
Die Gruppe „Hofanlage Gut v. Reden“ hat die ID 35204717.

| Lage                                         | Bezeichnung       | Beschreibung       | ID       | Bild           |
| -------------------------------------------- | ----------------- | ------------------ | -------- | -------------- |
| Von Reden-Weg 52° 4′ 37″ N, 9° 25′ 2″ O      | Einfriedung       | Umfassungsmauer    | 35224389 | BW             |
| Von Reden-Weg 15 52° 4′ 37″ N, 9° 24′ 56″ O  | Schloss (Bauwerk) | Schloss Hastenbeck | 35223896 | Weitere Bilder |
| Von Reden-Weg 52° 4′ 32″ N, 9° 24′ 57″ O     | Park              |                    | 35224346 | BW             |
| Von Reden-Weg 13 B 52° 4′ 38″ N, 9° 25′ 0″ O | Stall             |                    | 35224322 | BW             |
| Von Reden-Weg 12 52° 4′ 39″ N, 9° 24′ 58″ O  | Wohnhaus          |                    | 35223872 | BW             |
| Von Reden-Weg 52° 4′ 40″ N, 9° 25′ 1″ O      | Scheune           |                    | 35224298 | BW             |
| Von Reden-Weg 14 52° 4′ 41″ N, 9° 24′ 55″ O  | Nebengebäude      |                    | 35224410 | BW             |
| Von Reden-Weg 16 52° 4′ 39″ N, 9° 24′ 55″ O  | Wohnhaus          |                    | 35223760 | BW             |
| Von Reden-Weg 52° 4′ 41″ N, 9° 24′ 53″ O     | Scheune           |                    | 35224368 | BW             |
| Von Reden-Weg 20 52° 4′ 41″ N, 9° 24′ 51″ O  | Wohnhaus          |                    | 35223946 | BW             |
| Von Reden-Weg 17 52° 4′ 41″ N, 9° 24′ 50″ O  | Wohnhaus          |                    | 35223922 | BW             |

### Gruppe: Gutsarbeiterwohnhäuser
Die Gruppe „Gutsarbeiterwohnhäuser“ hat die ID 35204702.

| Lage                                          | Bezeichnung | Beschreibung        | ID       | Bild |
| --------------------------------------------- | ----------- | ------------------- | -------- | ---- |
| Bückebergstraße 22 52° 4′ 43″ N, 9° 24′ 57″ O | Wohnhaus    | Arbeiterwohnhaus I  | 35224093 | BW   |
| Bückebergstraße 22 52° 4′ 42″ N, 9° 24′ 56″ O | Wohnhaus    | Arbeiterwohnhaus II | 35224118 | BW   |

### Einzelbaudenkmale
| Lage                                          | Bezeichnung              | Beschreibung            | ID       | Bild |
| --------------------------------------------- | ------------------------ | ----------------------- | -------- | ---- |
| Afferder Straße 3 52° 4′ 42″ N, 9° 25′ 8″ O   | Wohnhaus                 |                         | 35223970 | BW   |
| Afferder Straße 11 52° 4′ 44″ N, 9° 25′ 4″ O  | Wohnhaus                 |                         | 35223989 | BW   |
| Bückebergstraße 1 52° 4′ 41″ N, 9° 25′ 12″ O  | Gasthaus                 | Zur alten Post          | 35224008 | BW   |
| Bückebergstraße 14 52° 4′ 43″ N, 9° 25′ 0″ O  | Wohn-/Wirtschaftsgebäude |                         | 35224032 | BW   |
| Bückebergstraße 16 52° 4′ 43″ N, 9° 24′ 59″ O | Wohnhaus                 |                         | 35224055 | BW   |
| Bückebergstraße 18 52° 4′ 43″ N, 9° 24′ 59″ O | Wohnhaus                 |                         | 35224074 | BW   |
| Bückebergstraße 24 52° 4′ 43″ N, 9° 24′ 55″ O | Wohnhaus                 |                         | 35224143 | BW   |
| Diederser Weg 8 52° 4′ 43″ N, 9° 25′ 13″ O    | Wohnhaus                 |                         | 35224185 | BW   |
| Von Reden-Weg 5 52° 4′ 39″ N, 9° 25′ 7″ O     | Scheune                  |                         | 35223782 | BW   |
| Denkmalsweg 52° 4′ 27″ N, 9° 25′ 30″ O        | Denkmal                  | Schlacht bei Hastenbeck | 35224162 |      |

## Haverbeck
Baudenkmale im Ortsteil Haverbeck.

### Gruppe: Hofanlage Haverbecker Straße
Die Gruppe „Hofanlage Haverbecker Straße“ hat die ID 35204579.

| Lage                                             | Bezeichnung              | Beschreibung | ID       | Bild |
| ------------------------------------------------ | ------------------------ | ------------ | -------- | ---- |
| Haverbecker Straße 17 52° 7′ 51″ N, 9° 16′ 33″ O | Wohn-/Wirtschaftsgebäude |              | 35224641 | BW   |
| Haverbecker Straße 17 52° 7′ 51″ N, 9° 16′ 33″ O | Scheune                  |              | 35224571 | BW   |

### Einzelbaudenkmale
| Lage                                             | Bezeichnung              | Beschreibung          | ID       | Bild |
| ------------------------------------------------ | ------------------------ | --------------------- | -------- | ---- |
| Dorfstraße 10 52° 7′ 42″ N, 9° 16′ 29″ O         | Wohn-/Wirtschaftsgebäude |                       | 35224431 | BW   |
| Dorfstraße 15 52° 7′ 42″ N, 9° 16′ 30″ O         | Wohn-/Wirtschaftsgebäude |                       | 35224454 | BW   |
| Dorfstraße 24 52° 7′ 34″ N, 9° 16′ 25″ O         | Brunnen                  | Alter Gemeindebrunnen | 35224783 | BW   |
| Dorfstraße 26 52° 7′ 33″ N, 9° 16′ 24″ O         | Wohnhaus                 |                       | 35224548 | BW   |
| Haverbecker Straße 15 52° 7′ 48″ N, 9° 16′ 36″ O | Wohnhaus                 |                       | 35224619 | BW   |
| Haverbecker Straße 21 52° 7′ 52″ N, 9° 16′ 37″ O | Wohn-/Wirtschaftsgebäude |                       | 35224665 | BW   |
| Kapellenbrink 52° 7′ 47″ N, 9° 16′ 31″ O         | Kapelle (Bauwerk)        |                       | 35224712 | BW   |
| Mainbachstraße 2 52° 7′ 47″ N, 9° 16′ 40″ O      | Wohn-/Wirtschaftsgebäude |                       | 35224803 | BW   |
| Gut Helpensen 1 52° 7′ 13″ N, 9° 18′ 30″ O       | Herrenhaus (Bauwerk)     |                       | 35206309 | BW   |
| Gut Helpensen 1 52° 7′ 12″ N, 9° 18′ 29″ O       | Nebengebäude             | Archiv                | 35206355 | BW   |
| Gut Helpensen 1 52° 7′ 12″ N, 9° 18′ 26″ O       | Scheune                  |                       | 35206332 | BW   |

## Hilligsfeld
Baudenkmale im Ortsteil Hilligsfeld.

### Groß Hilligsfeld
Baudenkmale in der Gemarkung Groß Hilligsfeld.

#### Gruppe: Hofanlage Hasperder Straße 6, 8
Die Gruppe „Hofanlage Hasperder Straße 6, 8“ hat die ID 35204533.

| Lage                                          | Bezeichnung | Beschreibung | ID       | Bild |
| --------------------------------------------- | ----------- | ------------ | -------- | ---- |
| Hasperder Straße 6 52° 7′ 33″ N, 9° 26′ 23″ O | Wohnhaus    |              | 35205906 | BW   |
| Hasperder Straße 6 52° 7′ 33″ N, 9° 26′ 24″ O | Scheune     |              | 35205930 | BW   |
| Hasperder Straße 8 52° 7′ 33″ N, 9° 26′ 23″ O | Wohnhaus    |              | 35205954 | BW   |

#### Gruppe: Hofanlage Hilligsfelder Straße 9/11
Die Gruppe „Hofanlage Hilligsfelder Straße 9/11“ hat die ID 35204517.

| Lage                                              | Bezeichnung | Beschreibung | ID       | Bild |
| ------------------------------------------------- | ----------- | ------------ | -------- | ---- |
| Hilligsfelder Straße 9 52° 7′ 32″ N, 9° 26′ 9″ O  | Wohnhaus    |              | 35206027 | BW   |
| Hilligsfelder Straße 9 52° 7′ 32″ N, 9° 26′ 10″ O | Scheune     |              | 35206051 | BW   |

#### Gruppe: Martinskirchweg 2
Die Gruppe „Martinskirchweg 2“ hat die ID 35205529.

| Lage                                         | Bezeichnung      | Beschreibung | ID       | Bild |
| -------------------------------------------- | ---------------- | ------------ | -------- | ---- |
| Martinskirchweg 2 52° 7′ 29″ N, 9° 26′ 18″ O | Kirche (Bauwerk) |              | 35206113 |      |
| Martinskirchweg 2 52° 7′ 29″ N, 9° 26′ 17″ O | Kirchhof         |              | 35206139 | BW   |
| Martinskirchweg 2 52° 7′ 29″ N, 9° 26′ 17″ O | Baumbestand      |              | 35206284 | BW   |
| Martinskirchweg 2 52° 7′ 29″ N, 9° 26′ 16″ O | Kriegerdenkmal   |              | 35206166 | BW   |
| Martinskirchweg 2 52° 7′ 29″ N, 9° 26′ 17″ O | Stützmauer       |              | 35206232 | BW   |

#### Einzelbaudenkmale
| Lage                                               | Bezeichnung                       | Beschreibung                    | ID       | Bild           |
| -------------------------------------------------- | --------------------------------- | ------------------------------- | -------- | -------------- |
| Hasperder Straße 1 52° 7′ 31″ N, 9° 26′ 14″ O      | Scheune                           |                                 | 35205883 | BW             |
| Hasperder Straße 13 52° 7′ 35″ N, 9° 26′ 24″ O     | Wohnhaus                          |                                 | 35205979 | BW             |
| Hasperder Straße 29 52° 7′ 39″ N, 9° 26′ 31″ O     | Wohnhaus                          |                                 | 35206004 | BW             |
| Hilligsfelder Straße 13 52° 7′ 32″ N, 9° 26′ 11″ O | Wohnhaus                          |                                 | 35206075 | BW             |
| Martinskirchweg 12 52° 7′ 31″ N, 9° 26′ 22″ O      | Wohnhaus                          |                                 | 35206213 | BW             |
| K 3, km 0,732 52° 7′ 22″ N, 9° 26′ 27″ O           | Brücke (Bauwerk)                  |                                 | 35225921 | BW             |
| B 217, km 34,604 52° 8′ 20″ N, 9° 26′ 38″ O        | Meilenstein (Entfernungsanzeiger) | Hannoverscher Ganzmeilenobelisk | 35224885 | Weitere Bilder |
| B 217, km 34,604 52° 8′ 20″ N, 9° 26′ 37″ O        | Grenzstein                        | Kreisgrenzstein Hameln–Springe  | 35224862 | Weitere Bilder |

### Klein Hilligsfeld
Baudenkmale in der Gemarkung Klein Hilligsfeld.

#### Gruppe: Hofanlage Hilligsfelder Straße 29
Die Gruppe „Hofanlage Hilligsfelder Straße 29“ hat die ID 35204549.

| Lage                                               | Bezeichnung | Beschreibung | ID       | Bild |
| -------------------------------------------------- | ----------- | ------------ | -------- | ---- |
| Hilligsfelder Straße 29 52° 7′ 21″ N, 9° 26′ 34″ O | Scheune     |              | 35225970 | BW   |
| Hilligsfelder Straße 29 52° 7′ 21″ N, 9° 26′ 36″ O | Stall       |              | 35225994 | BW   |
| Hilligsfelder Straße 29 52° 7′ 21″ N, 9° 26′ 35″ O | Wohnhaus    |              | 35225946 | BW   |

#### Gruppe: Hofanlage Gut Oehrsen
Die Gruppe „Hofanlage Gut Oehrsen“ hat die ID 35204564.

| Lage                                    | Bezeichnung          | Beschreibung | ID       | Bild |
| --------------------------------------- | -------------------- | ------------ | -------- | ---- |
| Gut Oehrsen 1 52° 7′ 31″ N, 9° 27′ 3″ O | Wirtschaftsgebäude   |              | 35206403 | BW   |
| Gut Oehrsen 1 52° 7′ 31″ N, 9° 27′ 5″ O | Herrenhaus (Bauwerk) |              | 35206379 | BW   |
| Gut Oehrsen 1 52° 7′ 30″ N, 9° 27′ 5″ O | Wirtschaftsgebäude   |              | 35206427 | BW   |

#### Einzelbaudenkmale
| Lage                                        | Bezeichnung              | Beschreibung                             | ID       | Bild |
| ------------------------------------------- | ------------------------ | ---------------------------------------- | -------- | ---- |
| Eichbergblick 11 52° 7′ 13″ N, 9° 26′ 31″ O | Wohnhaus                 |                                          | 35225852 | BW   |
| Eichbergblick 21 52° 7′ 17″ N, 9° 26′ 40″ O | Wohn-/Wirtschaftsgebäude |                                          | 35225875 | BW   |
| Eichbergblick 24 52° 7′ 16″ N, 9° 26′ 40″ O | Wohn-/Wirtschaftsgebäude |                                          | 35225898 | BW   |
| Kollwitzstraße 2 52° 7′ 18″ N, 9° 26′ 34″ O | Wohnhaus                 |                                          | 35226018 | BW   |
| Kollwitzstraße 7 52° 7′ 16″ N, 9° 26′ 34″ O | Wohn-/Wirtschaftsgebäude | (2021 lt. Luftbild nicht mehr vorhanden) | 35226041 | BW   |

## Klein Berkel
Baudenkmale im Ortsteil Klein Berkel.

### Gruppe: Hofanlage Am Kampe 3 A
Die Gruppe „Hofanlage Am Kampe 3 A“ hat die ID 35204626.

| Lage                                    | Bezeichnung        | Beschreibung | ID       | Bild |
| --------------------------------------- | ------------------ | ------------ | -------- | ---- |
| Am Kampe 3 A 52° 4′ 37″ N, 9° 20′ 22″ O | Wohnhaus           |              | 35225289 | BW   |
| Am Kampe 3 A 52° 4′ 37″ N, 9° 20′ 22″ O | Wirtschaftsgebäude |              | 35225313 | BW   |
| Am Kampe 3 A 52° 4′ 36″ N, 9° 20′ 24″ O | Wirtschaftsgebäude |              | 35225313 | BW   |

### Gruppe: Ortskern
Die Gruppe „Ortskern“ hat die ID 35204641.

| Lage                                          | Bezeichnung              | Beschreibung | ID       | Bild |
| --------------------------------------------- | ------------------------ | ------------ | -------- | ---- |
| Berkeler Straße 12 52° 4′ 35″ N, 9° 20′ 32″ O | Wohnhaus                 |              | 35225360 | BW   |
| Berkeler Straße 12 52° 4′ 36″ N, 9° 20′ 31″ O | Scheune                  |              | 35225384 | BW   |
| Berkeler Straße 12 52° 4′ 36″ N, 9° 20′ 33″ O | Wirtschaftsgebäude       |              | 35225432 | BW   |
| Berkeler Straße 12 52° 4′ 37″ N, 9° 20′ 33″ O | Scheune                  |              | 35225408 | BW   |
| Berkeler Straße 13 52° 4′ 33″ N, 9° 20′ 34″ O | Scheune                  |              | 35225480 |      |
| Berkeler Straße 13 52° 4′ 34″ N, 9° 20′ 33″ O | Wohnhaus                 |              | 35225456 | BW   |
| Berkeler Straße 14 52° 4′ 34″ N, 9° 20′ 32″ O | Wohnhaus                 |              | 35225504 | BW   |
| Berkeler Straße 14 52° 4′ 34″ N, 9° 20′ 31″ O | Scheune                  |              | 35225528 | BW   |
| Kirchbrink 1 A 52° 4′ 37″ N, 9° 20′ 34″ O     | Scheune                  |              | 35225552 |      |
| Kirchbrink 2 52° 4′ 35″ N, 9° 20′ 34″ O       | Kirche (Bauwerk)         |              | 35225576 | BW   |
| Kirchbrink 2 52° 4′ 36″ N, 9° 20′ 34″ O       | Kirchhof                 |              | 35225600 | BW   |
| Kirchbrink 3 52° 4′ 36″ N, 9° 20′ 36″ O       | Wohn-/Wirtschaftsgebäude |              | 35225622 |      |
| Kirchbrink 4 52° 4′ 34″ N, 9° 20′ 35″ O       | Wohnhaus                 |              | 35225646 | BW   |
| Kirchbrink 6 52° 4′ 33″ N, 9° 20′ 35″ O       | Scheune                  |              | 35225670 |      |
| Kirchbrink 7 52° 4′ 35″ N, 9° 20′ 37″ O       | Wohnhaus                 |              | 35225694 | BW   |
| Kirchbrink 9 52° 4′ 33″ N, 9° 20′ 36″ O       | Scheune                  |              | 35225718 | BW   |
| Kirchbrink 9 52° 4′ 33″ N, 9° 20′ 37″ O       | Wohnhaus                 |              | 35225742 | BW   |

### Einzelbaudenkmale
| Lage                                      | Bezeichnung | Beschreibung | ID       | Bild |
| ----------------------------------------- | ----------- | ------------ | -------- | ---- |
| Schulstraße 10 52° 4′ 32″ N, 9° 20′ 40″ O | Scheune     |              | 35225766 | BW   |

## Rohrsen
Baudenkmale im Ortsteil Rohrsen.

### Gruppe: Hofanlage Rohrser Kapelle 4
Die Gruppe „Hofanlage Rohrser Kapelle 4“ hat die ID 35205546.

| Lage                                           | Bezeichnung | Beschreibung | ID       | Bild |
| ---------------------------------------------- | ----------- | ------------ | -------- | ---- |
| Rohrsener Kapelle 4 52° 6′ 39″ N, 9° 24′ 46″ O | Wohnhaus    |              | 35226243 | BW   |
| Rohrsener Kapelle 4 52° 6′ 39″ N, 9° 24′ 46″ O | Stall       |              | 35226340 | BW   |
| Rohrsener Kapelle 4 52° 6′ 40″ N, 9° 24′ 46″ O | Scheune     |              | 35226316 | BW   |

### Einzelbaudenkmale
| Lage                                           | Bezeichnung              | Beschreibung | ID       | Bild |
| ---------------------------------------------- | ------------------------ | ------------ | -------- | ---- |
| Rohrsener Kapelle 2 52° 6′ 40″ N, 9° 24′ 48″ O | Kapelle (Bauwerk)        |              | 35226220 | BW   |
| Rohrsener Kapelle 8 52° 6′ 38″ N, 9° 24′ 45″ O | Wohn-/Wirtschaftsgebäude |              | 35226270 | BW   |
| Alte Heerstraße 68 52° 6′ 39″ N, 9° 24′ 41″ O  | Wohnhaus                 |              | 35226109 | BW   |
| Alte Heerstraße 78 52° 6′ 39″ N, 9° 24′ 42″ O  | Wohnhaus                 |              | 35226132 | BW   |
| Alte Heerstraße 84 52° 6′ 41″ N, 9° 24′ 46″ O  | Wohnhaus                 |              | 35226155 | BW   |
| Alte Heerstraße 92 52° 6′ 41″ N, 9° 24′ 53″ O  | Wohnhaus                 |              | 35226174 | BW   |
| Hurke 52° 6′ 34″ N, 9° 24′ 53″ O               | Brücke (Bauwerk)         |              | 35226197 | BW   |
| Zur Lust 1 52° 6′ 36″ N, 9° 24′ 18″ O          | Villa                    |              | 35226293 | BW   |

## Sünteltal
Baudenkmale im Ortsteil Sünteltal.

### Holtensen
Baudenkmale in der Gemarkung Holtensen.

#### Gruppe: Ensemble Hoyastraße 10–20
Die Gruppe „Ensemble Hoyastraße 10–20“ hat die ID 35205501.

| Lage                                     | Bezeichnung              | Beschreibung | ID       | Bild |
| ---------------------------------------- | ------------------------ | ------------ | -------- | ---- |
| Hoyastraße 10 52° 8′ 38″ N, 9° 22′ 41″ O | Wohn-/Wirtschaftsgebäude |              | 35225034 | BW   |
| Hoyastraße 12 52° 8′ 37″ N, 9° 22′ 40″ O | Wohnhaus                 |              | 35225055 | BW   |
| Hoyastraße 14 52° 8′ 38″ N, 9° 22′ 39″ O | Wohnhaus                 |              | 35225097 | BW   |
| Hoyastraße 16 52° 8′ 38″ N, 9° 22′ 38″ O | Wohnhaus                 |              | 35225139 | BW   |
| Hoyastraße 18 52° 8′ 38″ N, 9° 22′ 37″ O | Wohnhaus                 |              | 35225160 | BW   |
| Hoyastraße 20 52° 8′ 38″ N, 9° 22′ 36″ O | Wohnhaus                 |              | 35225181 | BW   |
| Hoyastraße 13 52° 8′ 41″ N, 9° 22′ 34″ O | Wohnhaus                 |              | 35225076 | BW   |
| Hoyastraße 15 52° 8′ 41″ N, 9° 22′ 34″ O | Wohnhaus                 |              | 35225118 | BW   |

#### Einzelbaudenkmale
| Lage                                             | Bezeichnung              | Beschreibung     | ID       | Bild |
| ------------------------------------------------ | ------------------------ | ---------------- | -------- | ---- |
| Aegidienstraße 5 52° 8′ 38″ N, 9° 22′ 31″ O      | Kirche (Bauwerk)         |                  | 35224905 | BW   |
| Aegidienstraße 7 52° 8′ 38″ N, 9° 22′ 29″ O      | Pfarrhaus                |                  | 35224928 | BW   |
| Aegidienstraße 8 52° 8′ 37″ N, 9° 22′ 31″ O      | Schule                   |                  | 35224951 | BW   |
| Edelhofstraße 9 52° 8′ 33″ N, 9° 22′ 33″ O       | Wohn-/Wirtschaftsgebäude |                  | 35224974 | BW   |
| Feldtor 1 52° 8′ 35″ N, 9° 22′ 31″ O             | Wohn-/Wirtschaftsgebäude |                  | 35224993 | BW   |
| Hoyastraße 1 52° 8′ 34″ N, 9° 22′ 35″ O          | Mauer                    |                  | 35225012 | BW   |
| Unsener Straße 2 52° 8′ 16″ N, 9° 22′ 39″ O      | Wohnhaus                 | Arbeiterwohnhaus | 35225202 | BW   |
| Welliehäuser Straße 1 52° 8′ 24″ N, 9° 22′ 42″ O | Grabdenkmal              |                  | 35225226 | BW   |

### Unsen
Baudenkmale in der Gemarkung Unsen.

#### Gruppe: Ensemble Flegesser Straße 26, 28
Die Gruppe „Ensemble Flegesser Straße 26, 28“ hat die ID 35205515.

| Lage                                           | Bezeichnung              | Beschreibung | ID       | Bild |
| ---------------------------------------------- | ------------------------ | ------------ | -------- | ---- |
| Flegesser Straße 24 52° 8′ 47″ N, 9° 24′ 12″ O | Wohn-/Wirtschaftsgebäude |              | 35226919 | BW   |
| Flegesser Straße 26 52° 8′ 47″ N, 9° 24′ 13″ O | Wohnhaus                 |              | 35226938 | BW   |
| Flegesser Straße 28 52° 8′ 47″ N, 9° 24′ 14″ O | Wohn-/Wirtschaftsgebäude |              | 35226959 | BW   |

#### Einzelbaudenkmale
| Lage                                           | Bezeichnung              | Beschreibung | ID       | Bild |
| ---------------------------------------------- | ------------------------ | ------------ | -------- | ---- |
| Flegesser Straße 38 52° 8′ 47″ N, 9° 24′ 24″ O | Wohn-/Wirtschaftsgebäude |              | 35226980 | BW   |
| Feuerbach 5 52° 8′ 45″ N, 9° 24′ 21″ O         | Scheune                  |              | 35226900 | BW   |

### Welliehausen
Baudenkmale in der Gemarkung Welliehausen.

| Lage                                   | Bezeichnung              | Beschreibung | ID       | Bild |
| -------------------------------------- | ------------------------ | ------------ | -------- | ---- |
| Ostermark 6 52° 9′ 23″ N, 9° 23′ 3″ O  | Wohn-/Wirtschaftsgebäude |              | 35227230 | BW   |
| Ostermark 8 52° 9′ 23″ N, 9° 23′ 4″ O  | Wohnhaus                 |              | 35227249 | BW   |
| Reekeweg 16 52° 9′ 27″ N, 9° 23′ 10″ O | Wohnhaus                 |              | 35227287 | BW   |
| 52° 9′ 34″ N, 9° 23′ 7″ O              | Kriegerdenkmal           |              | 35227208 | BW   |

## Tündern
Baudenkmale im Ortsteil Tündern.

### Gruppe: Jüdischer Friedhof, OT Tündern
Die Gruppe „Jüdischer Friedhof, OT Tündern“ hat die ID 35205560.

| Lage                                          | Bezeichnung | Beschreibung               | ID       | Bild |
| --------------------------------------------- | ----------- | -------------------------- | -------- | ---- |
| Emmerthaler Straße 52° 3′ 43″ N, 9° 22′ 49″ O | Friedhof    | Jüdischer Friedhof Tündern | 35226838 |      |

### Gruppe: Kirche u. Kirchhof Kirchweg
Die Gruppe „Kirche u. Kirchhof Kirchweg“ hat die ID 35204656.

| Lage                                  | Bezeichnung      | Beschreibung | ID       | Bild |
| ------------------------------------- | ---------------- | ------------ | -------- | ---- |
| Kirchweg 1 52° 3′ 50″ N, 9° 22′ 45″ O | Kirche (Bauwerk) |              | 35226544 | BW   |
| Kirchweg 1 52° 3′ 50″ N, 9° 22′ 44″ O | Kirchhof         |              | 35226568 | BW   |

### Einzelbaudenkmale
| Lage                                             | Bezeichnung              | Beschreibung         | ID       | Bild           |
| ------------------------------------------------ | ------------------------ | -------------------- | -------- | -------------- |
| Am Thie 3 52° 3′ 54″ N, 9° 22′ 29″ O             | Wohn-/Wirtschaftsgebäude |                      | 35226362 | BW             |
| Brandenburger Straße 4 52° 4′ 4″ N, 9° 22′ 33″ O | Scheune                  |                      | 35226385 | BW             |
| Brandenburger Straße 9 52° 4′ 1″ N, 9° 22′ 30″ O | Wohnhaus                 |                      | 35226408 | BW             |
| Degener Straße 1 52° 3′ 53″ N, 9° 22′ 38″ O      | Wohnhaus                 |                      | 35226431 | BW             |
| Friedenseiche 4 52° 4′ 3″ N, 9° 22′ 41″ O        | Wohnhaus                 |                      | 35226475 | BW             |
| Friedenseiche 52° 4′ 4″ N, 9° 22′ 49″ O          | Gedenkstätte             |                      | 35226454 | BW             |
| Im Stift 15 52° 3′ 50″ N, 9° 22′ 7″ O            | Wohn-/Wirtschaftsgebäude |                      | 35226498 | BW             |
| Jobst-Meyer Brink 2 52° 3′ 54″ N, 9° 22′ 27″ O   | Gasthaus                 |                      | 35226521 | BW             |
| Kniepstraße 3 52° 3′ 52″ N, 9° 22′ 19″ O         | Wohn-/Wirtschaftsgebäude |                      | 35226592 | BW             |
| Lange Straße 4 52° 3′ 54″ N, 9° 22′ 20″ O        | Wohnhaus                 |                      | 35226615 | BW             |
| Lange Straße 8 52° 3′ 54″ N, 9° 22′ 23″ O        | Wohn-/Wirtschaftsgebäude |                      | 35226634 | BW             |
| Lange Straße 17 52° 3′ 56″ N, 9° 22′ 27″ O       | Scheune                  |                      | 35226657 | BW             |
| Lange Straße 22 52° 3′ 55″ N, 9° 22′ 33″ O       | Wohnhaus                 |                      | 35226680 | BW             |
| Lange Straße 32 52° 3′ 53″ N, 9° 22′ 45″ O       | Pfarrhaus                |                      | 35226699 | BW             |
| Silberschlag 2 52° 4′ 0″ N, 9° 22′ 25″ O         | Wohnhaus                 |                      | 35226722 | BW             |
| Silberschlag 5 52° 3′ 58″ N, 9° 22′ 24″ O        | Wohn-/Wirtschaftsgebäude |                      | 35226745 | BW             |
| Tiefe Straße 1 52° 3′ 58″ N, 9° 22′ 35″ O        | Wohn-/Wirtschaftsgebäude |                      | 35226768 | BW             |
| Tündersche Straße 3 52° 4′ 6″ N, 9° 22′ 38″ O    | Wohnhaus                 |                      | 35226791 | BW             |
| Windmühlenweg 52° 3′ 41″ N, 9° 22′ 31″ O         | Windmühle                | Windmühle Weserdeich | 35226814 | Weitere Bilder |

## Wehrbergen
Baudenkmale im Ortsteil Wehrbergen.
| Lage                                      | Bezeichnung              | Beschreibung | ID       | Bild |
| ----------------------------------------- | ------------------------ | ------------ | -------- | ---- |
| Fährweg 6 52° 7′ 33″ N, 9° 18′ 16″ O      | Wohnhaus                 |              | 35226999 | BW   |
| Fährweg 14 52° 7′ 31″ N, 9° 18′ 16″ O     | Wohnhaus                 |              | 35227018 | BW   |
| Fischerweg 1 52° 7′ 31″ N, 9° 18′ 23″ O   | Wohn-/Wirtschaftsgebäude |              | 35227037 | BW   |
| Hoppenhof 6 52° 7′ 27″ N, 9° 18′ 25″ O    | Wohn-/Wirtschaftsgebäude |              | 35227140 | BW   |
| Hauptstraße 7 52° 7′ 29″ N, 9° 18′ 31″ O  | Wohnhaus                 |              | 35227060 | BW   |
| Hauptstraße 19 52° 7′ 31″ N, 9° 18′ 26″ O | Wohnhaus                 |              | 35227079 | BW   |
| Hauptstraße 29 52° 7′ 33″ N, 9° 18′ 19″ O | Wohnhaus                 |              | 35227098 | BW   |
| Hauptstraße 33 52° 7′ 34″ N, 9° 18′ 18″ O | Wohnhaus                 |              | 35227117 | BW   |
| Weserhof 5 52° 7′ 8″ N, 9° 19′ 10″ O      | Wohn-/Wirtschaftsgebäude |              | 35227185 | BW   |